# وینیسیو سرسو
مارکو وینیسیو سرِسـِو آرِوالو گارسیا (به اسپانیایی: Marco Vinicio Cerezo Arévalo García)؛ (زادهٔ ۲۶ دسامبر ۱۹۴۲) یک سیاست‌مدار اهل گواتمالا بود. وی از ۱۴ ژانویه ۱۹۸۶ تا ۱۴ ژانویه ۱۹۹۱ رئیس‌جمهور این کشور بود.